# Phebalium whitei
Phebalium whitei es una especie de arbusto perteneciente a la familia de las rutáceas. Es un endemismo de  Queensland en Australia. La especie se encuentra en la región de Darling Downs, donde se encuentra en zonas húmedas, como las grietas en extensiones planas de granito o de las orillas de los arroyos y también brezales abiertos.

## Descripción
Crece hasta una altura de unos 50 cm, y tiene color verde oscuro, las hojas son oblongas de hasta 6 cm de longitud. Las flores, que son las más grandes en el género, son de color amarillo brillante y se producen a partir de mediados de invierno hasta finales de la primavera (julio a noviembre en Australia).
Phebalium whitei es considerada una especie vulnerable en Australia bajo la protección del medio ambiente y Conservación de la Biodiversidad 1999. Australia Post publicó un sello de correos de 50c  en febrero de 2007 que representa la especie.